# Basketball-Ozeanienmeisterschaft 1997
Die Basketball-Ozeanienmeisterschaft 1997, die 13. Basketball-Ozeanienmeisterschaft, fand zwischen dem 1. und 4. Juni 1997 in Wellington sowie Palmerston North, Neuseeland statt, das zum achten Mal die Meisterschaft ausrichtete. Gewinner war die Nationalmannschaft Australiens, die zum 13. Mal den Titel erringen konnte. Im Finale konnte Neuseeland klar geschlagen werden. Zum vierten Mal und bisher letzten Mal nahm außer Australien und Neuseeland eine weitere Mannschaft am Turnier teil. Für Neukaledonien war es die erste Teilnahme am Turnier.

## Teilnehmende Mannschaften
Australien

 Neukaledonien

 Neuseeland

## Modus
Zunächst wurde in einer Gruppenphase gespielt. Jede Mannschaft spielte gegen jede ein Mal, so dass jede Mannschaft genau zwei Partien absolvierte (insgesamt wurden drei Partien absolviert). Pro Sieg gab es zwei Punkte, für eine Niederlage immerhin noch einen Punkt. Bei Punktgleichheit entschied der Direkte Vergleich. Die beiden punktbesten Mannschaften zogen in das Finale ein und spielten um den Turniersieg.

## Ergebnisse

### Gruppenphase
| Platzierung | Mannschaft    | Punkte | G | V | Körbe   | Diff |
| ----------- | ------------- | ------ | - | - | ------- | ---- |
| 1           | Australien    | 4      | 2 | 0 | 235:121 | +114 |
| 2           | Neuseeland    | 3      | 1 | 1 | 211:138 | +73  |
| 3           | Neukaledonien | 2      | 0 | 2 | 87:274  | −187 |

| 1. Juni 1997 |                                        | Neuseeland | 136 – 41 | Neukaledonien |  |
| 1. Juni 1997 | Punkte pro Halbzeit: 68 : 20, 68 : 21. |            |          |               |  |
| 1. Juni 1997 |                                        |            |          |               |  |
| 1. Juni 1997 |                                        |            |          |               |  |

| 2. Juni 1997 |                                        | Australien | 97 – 75 | Neuseeland |  |
| 2. Juni 1997 | Punkte pro Halbzeit: 49 : 44, 48 : 31. |            |         |            |  |
| 2. Juni 1997 |                                        |            |         |            |  |
| 2. Juni 1997 |                                        |            |         |            |  |

| 3. Juni 1997 |                                        | Australien | 138 – 46 | Neukaledonien |  |
| 3. Juni 1997 | Punkte pro Halbzeit: 62 : 17, 76 : 29. |            |          |               |  |
| 3. Juni 1997 |                                        |            |          |               |  |
| 3. Juni 1997 |                                        |            |          |               |  |

### Finale
| 4. Juni 1997 |                                        | Australien | 85 – 67 | Neuseeland |  |
| 4. Juni 1997 | Punkte pro Halbzeit: 43 : 43, 42 : 24. |            |         |            |  |
| 4. Juni 1997 |                                        |            |         |            |  |
| 4. Juni 1997 |                                        |            |         |            |  |

| Australien         |
| Meister Australien |
| 13. Meisterschaft  |

## Abschlussplatzierung
| Rang | Mannschaft    |
| ---- | ------------- |
| 1    | Australien    |
| 2    | Neuseeland    |
| 3    | Neukaledonien |

Australien qualifizierte sich durch den Finalerfolg für die Basketball-Weltmeisterschaft 1998 in Athen, Griechenland.